# Aïn Adden
Aïn Adden (în arabă عين عدان) este o comună din provincia Sidi Bel Abbès, Algeria.
Populația comunei este de 2.886 de locuitori (2008).